# 咀菜禪師
《咀菜禪師》（越南語：Trớ Thái Thiền sư，初刊時標題前有小字標明「革命外史」），越南漢文小說，由20世紀初期越南革命家潘佩珠（署名「天賦」）撰，內容講述愛國人士咀菜禪師有感越南被外國侵佔，為求普渡國民，便遊歷到印度，但看到當地亦被英國佔領，文明西化，隨即覺悟到唯有護教愛國，便回國投身革命。此書編寫時間，是在1914至1917年間，潘氏於中國廣東被囚禁時寫成，1917年獲釋後在杭州《兵事雜誌》刊出。

## 本書的編撰
本書作者潘佩珠，為越南法屬時期的革命家。20世紀初，潘氏不滿法國殖民統治，希望恢復越南獨立，乃出走到中國、日本等地，尋求援助。1912年，中國辛亥革命的成功使潘佩珠受到鼓舞，便在廣州成立越南光復會。但這些活動引起法國殖民當局注意，1913、1914年之交，法人向袁世凱派系的廣東都督龍濟光要求拘捕越南革命人士，潘佩珠遂被龍濟光逮捕囚禁。到1917年，龍濟光在護國之役中失利，撤至海南島，潘氏亦被帶同行，至龍濟光戰敗後才獲釋。
他的《咀菜禪師》便是寫於龍濟光囚禁期間。1917年在海南獲釋後抵浙江杭州，同年7月在《兵事雜誌》第39期的「小說」欄中，潘氏署名「天賦」，發表《咀菜禪師》，標題前有小字標作「革命外史」。

## 內容概述
本書開首部分，提到越南正處於「非常之時代」，被「異種之人蟠踞國都」，阮氏王室雖名義尚存，但國君只是「斂手奉賊，靦然奴隸，乃稱皇帝，儼然皇帝，實一奴隸」，全國上下「數萬萬人之眾，可牛可馬，可囚可虜，以崇奉彼言語不同、政俗不同、種族不同之人者」。然後介紹主人翁咀菜禪師見時勢昏亂而出家避世，其名號得自他「日止一餐，餐只一菜」，為尋求「使世間人脫離苦難」的方法，便決意西遊佛國印度，當他歷盡艱辛，到達印度後，卻發現這裡在英國統治下，然而「耳所接者，喇叭風琴，固洋聲也；目所觸者，車馬樓臺，皆洋物也」，而佛教舊跡卻無從尋獲，這些文化轉變令咀菜禪師慨嘆「危哉亞洲！白人蹂躪，異種憑陵」，在絕望之際覺悟到「吾愛國心，即佛心也」，「我愛我國，國賴我存。禪宗名譽，毋使失墜」，於是重新起程，經西域、朝鮮、中國，暹羅等地，到「丙申年，即西曆千九百」時，有「光復會」人士在暹城會晤，咀菜禪師亦參予其事，在會上「以籌款事自任」，後來「潜由水路回國」，在越南境內進行活動。書末讚楊咀菜禪師一類的人物「國人有此，是謂真人」，結束時提到咀菜禪師本姓陳，字善廣，時年四十九歲。

## 流傳情況
《咀菜禪師》寫成後，最早刊於浙江《兵事雜誌》第39期（1917年7月出版）。其後，越南章收所編的《潘佩珠全集》收錄了此書。中國大陸上海古籍出版社出版的《越南漢文小說集成》亦有收錄。

## 引用來源
1. ↑  陳輝燎《越南人民抗法八十年史》第一卷，生活·讀書·新知三聯書店，240及245頁；陳慶浩《潘佩珠漢文小說集總提要》，收錄於孫遜、鄭克孟、陳益源主編《越南漢文小說集成》第二十册，1─2頁。
2. 1 2  《咀菜禪師》陳慶浩《提要》，收錄於孫遜、鄭克孟、陳益源主編《越南漢文小說集成》第二十冊，上海古籍出版社，3頁。
3. ↑  潘佩珠《咀菜禪師》，收錄於孫遜、鄭克孟、陳益源主編《越南漢文小說集成》第二十冊，上海古籍出版社，3至11頁。
4. ↑  陳益源《越南漢籍文獻述論‧越南潘佩珠與日本、中國之深厚關係》，中華書局，383頁。
5. ↑  潘佩珠《咀菜禪師》，收錄於孫遜、鄭克孟、陳益源主編《越南漢文小說集成》第二十冊，上海古籍出版社。